# 강호항공고등학교
강호항공고등학교(江湖航空高等學校)는 대한민국 전북특별자치도 고창군 고창읍 덕산리에 있는 사립 고등학교이다.

## 학교 연혁
- 1979년 3월 21일 : 학교법인 강호학원 강호상업고등학교 설립 (설립자 염규윤 박사)
- 1979년 4월 23일 : 초대 강호학원 서유정 이사장 취임
- 1980년 7월 25일 : 강호상업고등학교 교사 기공
- 1981년 1월 15일 : 강호상업고등학교 상업과 9학급 인가
- 1981년 3월 2일 : 제1대 교장 염규윤 박사 취임
- 1981년 3월 3일 : 제1회 신입생 180명 입학
- 1991년 3월 18일 : 여자축구 창단
- 1994년 1월 28일 : 전자과 신축교사 개관
- 1995년 4월 15일 : 강호상공고등학교 교명 변경
- 1998년 9월 21일 : 전자기계과 실습실 개관
- 1998년 9월 21일 : 본관 증개축
- 1999년 8월 24일 : 기숙사 충효관 개관
- 2001년 10월 5일 : 사이버관 준공
- 2002년 9월 1일 : 강호사이버고등학교 교명 변경
- 2003년 6월 13일 : 자율학교 지정
- 2005년 12월 21일 : 교육부 지정 항공특성화고등학교 지정
- 2007년 3월 2일 : 강호항공고등학교 교명 변경
- 2007년 11월 14일 : 국방부 선정 군 특성화고등학교(공군 고정익 항공정비 분야)
- 2009년 7월 22일 : 기숙사 창조관 준공
- 2013년 12월 30일 : 기숙사 진선미관 준공
- 2017년 9월 1일 : 학과개편(항공경영서비스과 2반, 항공기계과 2반, 항공정비과 2반, 항공전기전자과 2반)
- 2024년 1월 9일 : 제41회 145명 졸업(총 11,048명)
- 2024년 3월 1일 : 제9대 교장 염택선 취임
- 2024년 3월 4일 : 2024학년도 신입생 161명 입학

## 설치 학과
- 항공정비과
- 항공기계과
- 항공경영서비스과
- 국방행정기술과
- 항공전기전자과

## 참고 자료
- 강호항공고등학교 - 한국교육학술정보원 학교알리미